# Marie Guévenoux
Marie Guévenoux, née le 2 novembre 1976 à Amiens (Somme), est une femme politique française.
Membre de Démocratie libérale et collaboratrice parlementaire d'Alain Madelin (alors président du parti), elle est présidente du mouvement « Les Jeunes avec Madelin » et des Jeunes Populaires de 2002 à 2004. Elle intègre ensuite différents cabinets ministériels, puis l'équipe de campagne d'Alain Juppé pour la primaire présidentielle des Républicains de 2016.
Se mettant en retrait de la campagne présidentielle de François Fillon à la suite sa mise en examen, elle rejoint La République en marche (LREM) et est élue députée dans la 9e circonscription de l’Essonne. Elle occupe différentes fonctions au sein de LREM depuis 2017, dont celle de déléguée générale adjointe entre 2020 et 2022. Elle est questeure de l'Assemblée nationale entre le 29 juin 2022 et le 13 février 2024.
Elle est nommée ministre déléguée aux Outre-mer dans le gouvernement Gabriel Attal, le 8 février 2024, jusqu'au 21 septembre 2024 où François-Noël Buffet lui succède.

## Biographie

### Formation
De la sixième à la terminale, Marie Guévenoux est scolarisée au lycée La Providence d'Amiens. Elle est titulaire d'un master en communication.

### Parcours politique

#### Au sein de la droite
Elle adhère et milite en 1994 à la section UNI (droite universitaire) de l'université d'Amiens. Puis elle rejoint le mouvement d'Alain Madelin, Démocratie libérale en 1999, où elle occupe un poste de chargée de mission auprès des délégués généraux chargés de l'animation et des fédérations. En 2002, elle devient l'attachée parlementaire d'Alain Madelin.
Elle rejoint, comme la très grande majorité des libéraux, l'UMP lors de sa création en 2002. Le 11 février 2003, elle est nommée secrétaire nationale de l'UMP chargée de la jeunesse par Alain Juppé, président de l'UMP, succédant à une équipe de transition menée par Michaël Bullara, ancien secrétaire national du RPR chargé de la jeunesse.
En 2004, le règlement de fonctionnement des Jeunes Populaires (jeunes de l'UMP) est fixé. Il permet, notamment, aux adhérents de l'UMP de moins de 30 ans d'élire des « conseillers nationaux jeunes », qui constituent alors le conseil national des Jeunes Populaires, le « Parlement » des Jeunes UMP. Marie Guévenoux est élue et devient la première présidente des Jeunes Populaires à l'occasion des universités d'été le 3 septembre 2004 à La Baule. Elle est élue par les conseillers nationaux, eux-mêmes préalablement élus au mois de juillet 2004.
Elle est classée parmi les fidèles d'Alain Juppé et son remplacement devient rapidement une nécessité pour la nouvelle direction du parti incarnée par Nicolas Sarkozy. Elle est contrainte de donner sa démission avant le terme de son mandat,. Elle est remplacée en septembre 2005 par Fabien de Sans Nicolas.
Durant l'année 2005, Marie Guévenoux rejoint le cabinet ministériel de la ministre déléguée à la Coopération, au Développement et à la Francophonie, Brigitte Girardin, puis le ministère de l'Écologie, de l'Énergie, du Développement et de l'Aménagement durables, dirigé par Alain Juppé puis Jean-Louis Borloo après l'élection présidentielle de 2007. Le 1er avril 2009, elle rejoint le cabinet de Xavier Darcos, alors ministre de l'Éducation nationale. Après avoir été la directrice de la campagne, en Aquitaine, de Xavier Darcos lors des élections régionales de 2010, elle devient directrice de la communication au cabinet d’Alain Schmitz, président UMP du conseil général des Yvelines, elle est rédactrice en chef du magazine publié par le conseil général.
Elle fait partie de l'équipe de campagne d'Alain Juppé, candidat à la primaire présidentielle des Républicains de 2016. Elle est, notamment, chargée du financement de sa campagne. En juillet 2016, elle devient secrétaire générale de la campagne. Après la victoire de François Fillon, elle est nommée directrice administrative et financière de la campagne présidentielle.
Le 2 mars 2017, dans le cadre de l'affaire Fillon et à la suite de sa mise en examen, elle renonce à soutenir le candidat LR François Fillon à l'élection présidentielle. Elle continue cependant d'être rémunérée jusqu'au second tour du scrutin, ce qui équivaut à un mois de travail. Interrogée par Marianne, Marie Guévenoux justifie la signature de l'accord avec l'équipe de campagne de François Fillon : « J'ai eu un conflit avec mon employeur pour des raisons évidentes. J'ai demandé à être affectée à une autre mission chez LR. Ils ont refusé et m'ont proposé, comme aux autres salariés concernés, une solution transactionnelle ».

#### Députée de l'Essonne et cadre de LREM
Proche d'Édouard Philippe, qui était directeur général de l'UMP lorsqu'elle était la présidente des Jeunes Populaires,, elle est investie aux élections législatives de 2017 dans la 9e circonscription de l’Essonne par La République en marche (LREM), avec comme suppléant Christian Chardonnet. Ce dernier s'était déjà présenté sur une liste divers gauche aux élections municipales de 2014 à Draveil. Elle est alors élue députée au second tour avec 57,91 % des votes face à la candidate LR-UDI Véronique Carantois (42,04 %).
Classée à la droite du groupe LREM, elle défend en particulier la version du ministre Gérard Collomb pour le projet de loi pour une immigration maîtrisée, un droit d'asile effectif et une intégration réussie, alors que certains de ses collègues contestent cette orientation. 
En novembre 2017, à l'occasion du conseil national de LREM, elle intègre le bureau exécutif du parti. Avec Alain Richard, elle co-préside la commission nationale d’investiture de LREM pour les élections municipales de 2020. En septembre 2019, elle succède à Grégoire Potton comme trésorière du parti. En septembre 2020, elle succède à Pierre Person comme déléguée générale adjointe du parti, en tandem avec Jean-Marc Borello. Marie Guévenoux participe en novembre 2021 à la création de l'alliance politique Ensemble citoyens,.
Au printemps 2018, elle est désignée rapporteure pour les deux projets de loi ordinaire et organique qui traitent des questions les plus emblématiques du projet de révision constitutionnelle : introduction d'une dose de 15 % de proportionnelle, réduction de 30 % du nombre de députés et sénateurs, cumul dans le temps limité à trois mandats identiques. Avec Éric Bothorel, elle copilote le groupe d’une vingtaine de parlementaires impliqués dans l’organisation de la consultation nationale consécutive au mouvement des Gilets jaunes. Interrogée sur l'opportunité d'instaurer le référendum d'initiative citoyenne, elle déclare qu'« on ne répond pas à un mouvement populiste avec une réponse populiste ».
Candidate à sa succession, elle est réélue députée de la 9e circonscription de l’Essonne le 19 juin 2022, avec 51,27 % des voix face à Nadia Beletreche, candidate EÉLV investie par la Nouvelle Union populaire écologique et sociale (NUPES). 
Le 29 juin 2022, elle est élue première questeure de l'Assemblée nationale. Alors que La Lettre A la décrit
en 2023 comme « en perte d'influence à Renaissance », Les Échos relèvent l’aspect « stratégique »d’un « poste de pouvoir […] permettant, à ceux qui l'exercent, d'avoir la main sur les finances et la gestion de l'Assemblée ». Demeurant membre du bureau exécutif du Renaissance, elle est élue présidente de Renaissance en Essonne en janvier 2023.
Le 30 juin 2024, candidate à sa réélection dans la 9e circonscription de l'Essonne, elle se qualifie pour le second tour des législatives. Seulement en troisième place avec 27,11 % des suffrages, derrière la candidate du Nouveau Front populaire Julie Ozenne (37,6 %) et celui du Rassemblement national (RN) Paul-Henri Merrien (29,96 %), elle se désiste pour faire barrage au RN.

#### Ministre déléguée chargée des Outre-mer
Marie Guévenoux est nommée ministre déléguée aux Outre-mer dans le gouvernement Gabriel Attal, le 8 février 2024, en remplacement de Philippe Vigier. Elle occupe cette fonction jusqu'au 21 septembre 2024.
Le 14 janvier 2025, elle est nommée conseillère spéciale au sein du cabinet du ministre d'État et garde des Sceaux, ministre de la Justice Gérald Darmanin.